# Jordan Weiss
Jordan Weiss, född 28 januari 1993 i Miami i Florida, är en amerikansk manusförfattare, regissör och producent. Hon är skaparen och producenten bakom Huluserien Dollface med Kat Dennings i huvudrollen, som hade premiär i november 2019. Hon skrev seriens manus kort efter att hon hade tagit examen från USC School of Cinematic Arts (en del av University of Southern California) i Los Angeles.
I november 2018 rapporterades det att Weiss höll på att skriva en berättande adaption av dokumentären Science Fair för Universal Pictures, samt Elizabeth Banks produktionsbolag Brownstone Productions. I juli 2022 tillkännagavs det att hon skulle göra regidebut med den romantiska komedin Sweethearts (premiär år 2024), som hon även har skrivit manus till tillsammans med Dan Brier. I mars 2024 avslöjade tidningen The Hollywood Reporter att Weiss hade skrivit manuset till filmen Freakier Friday (uppföljaren till Freaky Friday från 2003, premiär år 2025), med Jamie Lee Curtis och Lindsay Lohan i huvudrollerna, samt Nisha Ganatra som regissör. Hon håller i skrivande stund även på att göra en adaption av Curtis Sittenfelds roman Romantic Comedy, som planeras att släppas av New Line Cinema och Hello Sunshine.

## Skrivarkrediter
- 2019–2022 – Dollface (TV-serie)
- 2020 – Harley Quinn (TV-serie) (Avsnittet "A Seat at the Table")
- 2024 – Sweethearts (även regi)
- 2025 – Freakier Friday